# Rubén Salerno
Rubén Osvaldo Salerno (Lomas de Zamora, Provincia de Buenos Aires, 22 de enero de 1957) es un expiloto argentino de automovilismo. Es reconocido a nivel nacional por haber sido representante y defensor de la marca Dodge en el Turismo Carretera, durante el período de adaptación de la marca a los nuevos motores Cherokee, por lo que es considerado como uno de los ídolos máximos de la marca en el TC, a pesar de nunca haber obtenido título alguno en la especialidad. También tuvo incursiones en el Top Race, compitiendo en la divisional TRV6, y en el TC 2000 y Súper TC 2000 donde compitió con modelos de Volkswagen. 

## Carrera deportiva
Nacido en 1957 en Lomas de Zamora, Salerno inició su carrera en 1979 en la categoría  Monomarca Citroën Semipreparado, de la cual se consagraría campeón un año después con un Citroën 3CV. Luego de haber incursionado en esta categoría, en 1986 pasó a correr en el Turismo Carretera, donde se destacó durante todo su período por ser defensor acérrimo de la marca Dodge, con la cual le tocó vivir tres etapas de la marca: La del protagonismo (que copó la mayor parte de la década del ’80), la del ostracismo (que duró desde fines de los ‘80 hasta mediados de los ’90) y la del resurgimiento (desde mediados de los ’90 hasta el día de hoy). En esos períodos, Salerno se las arregló para mantener viva a esta marca que fue largamente condenada por el reglamento del Turismo Carretera, al punto tal de correr el riesgo de desaparecer. Finalmente, consiguió destacarse en la época de adaptación del nuevo Dodge Cherokee. Por todo esto, el “Tano” (apodado así por el origen de su apellido), fue considerado como el referente indiscutido de la marca y hoy por hoy, como el ídolo máximo de la misma.
Sus actuaciones en el TC, lo llevaron a competir en 1997 como invitado en las populares 24 Horas de Daytona, en Estados Unidos. De regreso en su país, compitió en otras categorías como el Top Race y el TC 2000, a la par del Turismo Carretera. en 2007, participó de una pruebas especiales dentro de la categoría de motonáutica, F1 Power Boat, llevándose buenas impresiones de la categoría
En 2008 anunció su retiro del TC, para dedicarse exclusivamente al TC 2000. En 2009, retornó al Top Race, compitiendo en la divisional TRV6 a bordo de un Ford Mondeo. En esta categoría, se mantuvo hasta el primer semestre de 2010, cuando nuevamente decidió darle exclusividad al TC 2000.
Ese mismo año, tuvo un pequeño parate producto de un terrible accidente que sufriera su hijo Eugenio que casi le costara la vida a este último. La preocupación por el estado de salud de su hijo, lo hizo abandonar la actividad, pero finalmente y por iniciativa de sus amigos, Salerno retornó a la actividad, compitiendo en el TC 2000 a bordo de un Volkswagen Bora del equipo JM Motorsports. Así mismo, se agregan a su trayectoria dos actuaciones en 2010 y 2011 en las 24 Horas de Nürburgring, integrando un equipo conformado por los pilotos Jorge Cersósimo, Gastón Ricardo y Omar El Bacha, compartiendo todos la conducción de un BMW Serie 3 en 2010 y un Renault Clio V6 en 2011. En esta competencia, obtendrían en 2010 el segundo lugar en su categoría, por detrás de cuarteto integrado por Oscar Fineschi, Juan Cusano, Juan José Garriz y Sergio Rodríguez, quienes piloteaban un BMW Serie 3.
Tiene dos hijos llamados Eugenio y Alessandro, también pilotos de automovilismo. Eugenio desempeñaba su actividad en la categoría TC Mouras (tercera división del Turismo Carretera), al comando de un Ford Falcon, mientras que Alessandro desarrolló su carrera deportiva en monoplazas. Si bien, Rubén Salerno era piloto titular indiscutido en la escudería JM de TC 2000, un terrible accidente de su hijo Eugenio en el TC Pista Mouras en el que casi pierde la vida, lo hizo retirarse momentáneamente de las pistas y obligó al equipo a sustituirlo en su butaca. Finalmente y por iniciativa de sus amigos, Rubén volvió a correr y nuevamente se subiría a un TC 2000. Su carrera deportiva finalmente se cerró en 2012, cuando anunció su retiro definitivo para dar lugar a su proyecto personal de dirigir una estructura en la categoría Súper TC 2000.

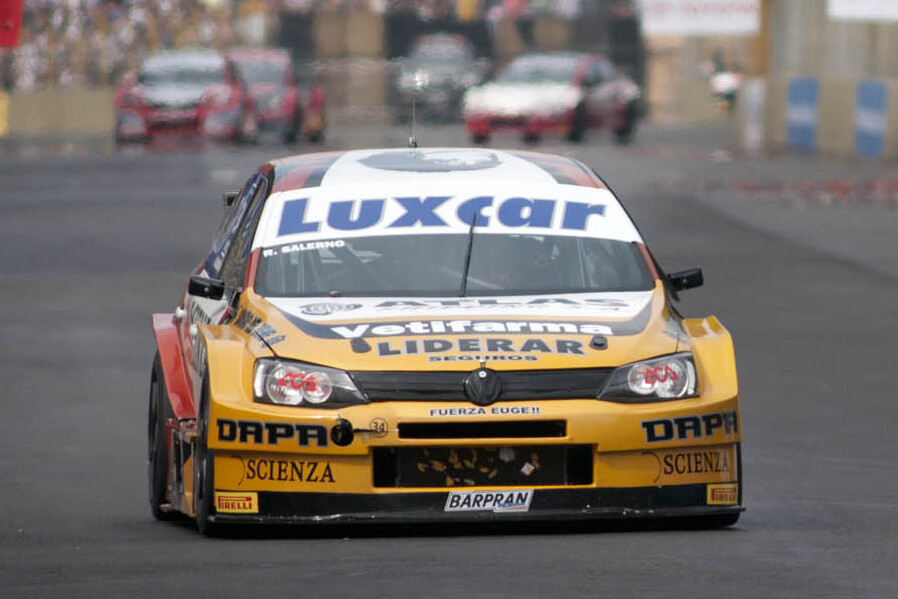
Salerno en Buenos Aires 2013, su última carrera en STC200.

Al momento de su retiro, competía a bordo de un Volkswagen Vento del equipo JM Motorsports. Para el año 2013, anunció la creación de su propia escudería, la cual será bautizada como Escudería FE, en alusión a las siglas de la expresión "Fuerza Eugenio", como dedicatoria a su hijo mayor quien continúa en rehabilitación tras su terrible accidente. Asimismo, su hijo menor Alessandro, anunció su llegada al TC 2000 en 2013, para competir a bordo de un Volkswagen Bora del equipo JM Motorsport.
Tras haber sido director de su propia escudería, en 2020 se incorporó a la Comisión Asesora de Fiscalización (CAF) de la Asociación Corredores de Turismo Carretera, ejerciendo el rol de presidente. Mientras que en 2022 volvió a las competencias de Nürburgring, en calidad de Director Deportivo de los pilotos Alejandro Chahwan, Federico Braga, Jorge Cersosimo y Andrés Josephson, dentro del equipo Manheler.

## Carrera Deportiva
| Año       | Categoría                     | Marca                |
| --------- | ----------------------------- | -------------------- |
| 1979      | Citroën semipreparado         | Citroën 3CV          |
| 1980      | Campeón Citroën semipreparado | Citroën 3CV          |
| 1981      | Citroën semipreparado         | Citroën 3CV          |
| 1986      | Debut en Turismo Carretera    | Dodge GTX            |
| 1987-1996 | Turismo Carretera             | Dodge GTX            |
| 1997      | Turismo Carretera             | Dodge Cherokee       |
| 1997      | 24 horas de Daytona           | Oldsmobile Cutlass   |
| 1998-2000 | Turismo Carretera             | Dodge Cherokee       |
| 2001      | Turismo Carretera             | Dodge Cherokee       |
| 2001      | Top Race                      | Chrysler Neon        |
| 2002-2003 | Turismo Carretera             | Dodge Cherokee       |
| 2002-2003 | Top Race                      | Chrysler Neon        |
| 2004      | Turismo Carretera             | Dodge Cherokee       |
| 2004      | Top Race                      | Chrysler Neon        |
| 2004      | TC 2000 (Invitado)            | Chrysler Neon        |
| 2005-2006 | Turismo Carretera             | Dodge Cherokee       |
| 2005-2006 | TC 2000                       | Honda Civic          |
| 2007      | Turismo Carretera             | Dodge Cherokee       |
| 2007      | TC 2000                       | Volkswagen Polo      |
| 2008      | Turismo Carretera             | Dodge Cherokee       |
| 2008      | TC 2000                       | Volkswagen Bora      |
| 2009      | TC 2000                       | Volkswagen Bora      |
| 2009      | Top Race V6                   | Ford Mondeo II       |
| 2010      | TC 2000                       | Volkswagen Bora      |
| 2010      | Top Race V6 Copa América 2010 | Ford Mondeo II       |
| 2010      | 24 horas de Nurburgring       | BMW Serie 3          |
| 2011      | TC 2000                       | Volkswagen Bora      |
| 2011      | 24 horas de Nurburgring       | Renault Clio V6      |
| 2012      | Súper TC 2000                 | Volkswagen Vento     |
| 2012      | 24 horas de Nurburgring       | Aston Martin Vantage |

## Palmarés
| Título  | Categoría                       | Automóvil   | Año  |
| ------- | ------------------------------- | ----------- | ---- |
| Campeón | Monomarca Citroën Semipreparado | Citroën 3CV | 1980 |

## Resultados

### Turismo Competición 2000
| Año  | Equipo                   | Auto             | 1    | 2   | 3   | 4   | 5   | 6   | 7   | 8   | 9   | 10  | 11  | 12    | 13  | 14  | Res. | Puntos |
| ---- | ------------------------ | ---------------- | ---- | --- | --- | --- | --- | --- | --- | --- | --- | --- | --- | ----- | --- | --- | ---- | ------ |
| 2004 |                          |                  | GR   | VIE | SJU | PAR | SL  | OBE | AG  | CON | RC  | SRA | BB  | BA    | RAF | MDP | -    | -      |
| 2004 | MD Racing                | Chrysler Neon II |      |     |     |     |     |     |     |     |     |     |     | NL    |     |     | -    | -      |
| 2004 | Sportteam Competición    | Volkswagen Bora  |      |     |     |     |     |     |     |     |     |     |     |       |     | 13  | -    | -      |
| 2005 |                          |                  | BA I | PAR | VIE | SJU | OLA | AG  | CUR | OBE | RAF | SRA | CON | BA II | SL  | GR  | 26°  | 3      |
| 2005 | Italcred Fineschi Racing | Honda Civic VI   |      |     | 17  | NC  | 22† | 8   | 16  | 17  | 19  | Ret | Ret | Ret   |     |     | 26°  | 3      |
| 2006 |                          |                  | BA I | OLA | CR  | VIE | SFE | SJU | SRA | RES | CUR | SMM | GR  | BA II | OBE | PAR | 24°  | 4      |
| 2006 | Italcred Fineschi Racing | Honda Civic VI   |      |     |     |     |     |     |     |     |     |     | 14  |       |     |     | 24°  | 4      |
| 2006 | Sportteam Competición    | Volkswagen Bora  |      |     |     |     |     |     |     |     |     |     |     | 8     | Ret | 19  | 24°  | 4      |
| 2007 |                          |                  | CR   | GR  | BB  | SMM | SJU | SP  | AG  | SFE | SRA | VIE | BA  | OBE   | SL  | PDE | -    | 0      |
| 2007 | JM Motorsport            | Volkswagen Polo  |      |     |     |     | 16† | 15  | 17  | 11† | 16  | 18† | 22† | 15    | 17  | Ret | -    | 0      |
| 2008 |                          |                  | PAR  | SAL | GR  | SFE | SJU | RES | AG  | BA  | OBE | TRH | VIE | SMM   | PDF | PDE | -    | 0      |
| 2008 | JM Motorsport            | Volkswagen Bora  | 13   | 20  | 12  | 12  | Ex. | 20  | 18  | Ret | NL  | 15  | Ret | 16    | NL  | NL  | -    | 0      |
| 2009 |                          |                  | AG   | GR  | OBE | SMM | TRH | RES | BA  | CEN | SFE | SFE | SJU | SJU   | PDF |     | 26°  | 4      |
| 2009 | JM Motorsport            | Volkswagen Bora  | 11   | 17  | 19† | 20  | Ret | 22  | 20  | 15  | 16  | 22  | 21  | 27    | 9   |     | 26°  | 4      |
| 2010 |                          |                  | PDE  | SMM | GR  | AG  | RES | TRH | LR  | SFE | SFE | CEN | OBE | BA    | PDF |     | -    | 0      |
| 2010 | JM Motorsport            | Volkswagen Bora  | NL   | 26  | 20  |     | 23  | 20  | 20  | 19  | 12  | 25  | 15  | 14    | 16  |     | -    | 0      |
| 2011 |                          |                  | GR   | SFE | SFE | SMM | SJU | RES | AG  | TRH | LPL | TRE | JUN | PDF   | PAR |     | -    | 0      |
| 2011 | JM Motorsport            | Volkswagen Bora  | Ret  | 16  | 16  | 21  | 23  | 24  |     | 26  | Ret | Ret | Ret | 22    | 23  |     | -    | 0      |

#### Copa de Pilotos Privados
| Año  | Equipo        | Auto            | 1   | 2   | 3   | 4   | 5   | 6   | 7  | 8   | 9   | 10  | 11  | 12  | 13  | Res. | Puntos |
| ---- | ------------- | --------------- | --- | --- | --- | --- | --- | --- | -- | --- | --- | --- | --- | --- | --- | ---- | ------ |
| 2009 |               |                 | AG  | GR  | OBE | SMM | TRH | RES | BA | CEN | SFE | SFE | SJU | SJU | PDF | 15°  | 5      |
| 2009 | JM Motorsport | Volkswagen Bora | 6   | 10  | 9†  | 11  | Ret | 11  | 11 | 7   | 8   | 10  | 10  | 13  | 3   | 15°  | 5      |
| 2010 |               |                 | PDE | SMM | GR  | AG  | RES | TRH | LR | SFE | SFE | CEN | OBE | BA  | PDF | 5°   | 23,5   |
| 2010 | JM Motorsport | Volkswagen Bora | NL  | 6   | 5   |     | 6   | 6   | 5  | 5   | 2   | 7   | 3   | 1   | 4   | 5°   | 23,5   |
| 2011 |               |                 | GR  | SFE | SFE | SMM | SJU | RES | AG | TRH | LPL | TRE | JUN | PDF | PAR | 7°   | 17,5   |
| 2011 | JM Motorsport | Volkswagen Bora | Ret | 2   | 3   | 5   | 4   | 7   |    | 4   | Ret | Ret | Ret | 3   | 6   | 7°   | 17,5   |

#### Copa Endurance Series
| Año  | Equipo        | Auto            | 1   | 2   | 3   | Res. | Puntos |
| ---- | ------------- | --------------- | --- | --- | --- | ---- | ------ |
| 2009 |               |                 | TRH | BA  | PDF | 19°  | 4      |
| 2009 | JM Motorsport | Volkswagen Bora | Ret | 20  | 7   | 19°  | 4      |
| 2010 |               |                 | TRH | CEN | BA  | -    | 0      |
| 2010 | JM Motorsport | Volkswagen Bora | 20  | 25  | 13  | -    | 0      |

### Súper TC 2000
| Año  | Equipo        | Auto                | 1   | 2   | 3   | 4   | 5   | 6   | 7   | 8   | 9  | 10  | 11  | 12  | 13  | Res. | Puntos |
| ---- | ------------- | ------------------- | --- | --- | --- | --- | --- | --- | --- | --- | -- | --- | --- | --- | --- | ---- | ------ |
| 2012 |               |                     | AG  | BA  | ROS | SJU | GR  | OBE | RAF | SMM | RC | SFE | SFE | SAL | PDF | 25°  | 7      |
| 2012 | JM Motorsport | Volkswagen Vento II |     | 12  | Ret |     | Ret | Ret | Ret | 19  | 15 | 17  | NL  | 20† | Ret | 25°  | 7      |
| 2013 |               |                     | BA  | ROS | SJU | TOA | AG  | TRH | JUN | SFE | GR | LP  | SMM | PDF |     | -    | 0      |
| 2013 | Escudería FE  | Volkswagen Vento II | Ret |     |     |     |     |     |     |     |    |     |     |     |     | -    | 0      |